# Факультет комп'ютерної інженерії та управління Харківського національного університету радіоелектроніки
Факультет комп'ютерної інженерії та управління — структурний підрозділ Харківського національного університету радіоелектроніки, що покликаний провадити підготовку спеціалістів таких галузей, як комп'ютерна інженерія, кібербезпека тощо.

## Історія
Факультет комп’ютерної інженерії та управління був створений 1963 року на базі Харківського інституту гірського машинобудування, автоматики й обчислювальної техніки як факультет обчислювальної техніки.
У 1966 році, після чергового перейменування закладу вищої освіти у Харківський інститут радіоелектроніки, було розпочато підготовку спеціалістів з трьох нових спеціальностей:
- Математичні і рахунково-обчислювальні прилади та пристрої, яку у 1969 році перейменували у спеціальність «Електронні обчислювальні машини»;
- Прикладна математика;
- Конструювання обчислювальної апаратури[1].

Вже з 1995 року факультет отримав сучасну назву, хоча й значно змінювалися напрями підготовки.
З 2017 року деканом факультету було обрано кандидата технічних наук, доцента О. С. Ляшенка.

## Навчальна робота
Факультет комп’ютерної інженерії та управління проводить підготовку студентів за рівнями освіти бакалавр та магістр та двома спеціальностями:
- Комп’ютерна інженерія;
- Кібербезпека[2].

Студенти, що навчаються на спеціальності «Комп’ютерна інженерія» вивчають:
- технології проєктування комп’ютерних система та мереж;
- обладнання та його особливості;
- програмне забезпечення та способи його створення;
- мережеві операційні системи, у тому числі Microsoft Windows Server, GNU/LINUX, інші UNIX-системи;
- мови програмування та мови опису систем, мови для створення вебдодатків;
- принципи організації та різновиди існуючих бездротових мереж;
- хмарні сервіси та принципи організації простору;
- різновиди мобільних додатків та особливості їх створення;
- розумні пристрої, що інтегровані з Internet of Things та Big Data[2].

Ключовими напрямами, що вивчають студенти спеціальності «Кібербезпека» є:
- інформаційно-комунікаційні та операційні системи;
- особливості та різновиди програмування програмування з ухилом в об’єктно-орієнтований напрям;
- криптологія, криптосистеми і криптопротоколи;
- способи захисту інформації;
- створення та встановлення базових програм для захисту інформації;
- комплексні системи захисту інформації;
- правове забезпечення захисту інформації;
- захист персональної інформації, електронні документи, банківські та платіжні системи[2].

## Кафедри
- Кафедра електронних обчислювальних машин (ЕОМ);
- Кафедра автоматизації проєктування обчислювальної техніки (АПОТ);
- Кафедра безпеки інформаційних технологій (БІТ);
- Кафедра філософії.

### Кафедра електронних обчислювальних машин
На базі кафедри електронних обчислювальних машин проводиться підготовка бакалаврів, магістрів та докторів філософії за такими напрямами:
- Комп’ютерна інженерія, зокрема за спеціальності — Комп’ютерні системи та мережі та Системне програмування;
- Комп’ютерні науки та інформаційні технології[3].

Завідувачем кафедри електронних обчислювальних машин є доктор технічних наук, доцент О. П. Міхаль.
У програмі курсів поєднується вивчення архітектури вже існуючих та методів створення нових обчислювальних систем. 
Також увага приділяється програмуванню на базі різних системних інтерфейсів, архітектури.
Під час проходження курсу вивчається апаратне забезпечення та інструментальні засоби адміністрування комп’ютерних мереж.
На базі кафедри працює понад 8 лабароторій:
- Навчальна лабораторія проєктування обчислювальних пристроїв і систем;
- Навчально-наукова лабораторія реконфігурованих і мобільних систем;
- Навчальна лабораторія проєктування мікроконтролерних систем;
- Навчальна лабораторія проєктування програмних систем;
- Науково-навчальний центр проблемно-орієнтованих обчислювальних засобів;
- Науково-навчальна лабораторія спеціалізованих цифрових обчислювальних структур;
- Науково-навчальна лабораторія проблемно-орієнтованих обчислювальних засобів отримання локаційних даних з відеоконтенту;
- Навчальна лабораторія паралельних і розподілених обчислень;
- Навчальна лабораторія обчислювальних систем і мережних технологій[5].

### Кафедра автоматизації проєктування обчислювальної техніки
На базі кафедри проводиться підготовка бакалаврів та магістрів за спеціальностями:
- Комп’ютерна інженерія для бакалаврів;
- Спеціалізовані комп’ютерні системи для магістрів[6].

Також було впроваджено спеціалізацію для магістрів «проектування вбудованих мікросистем» у межах проєкту ЄС TEMPUS MastMst.
Завідувачем кафедри автоматизації проєктування обчислювальної техніки є доктор технічних наук, професор С. В. Чумаченко.
У програмі курсів поєднується вивчення спеціалізованих комп’ютерних систем, створення нових комп’ютерних та мобільних пристроїв, що інтегровані з інтернет додатками. Окрім того, у програмі є розробка програмних продуктів і проєктування мікросистем на кристалах, а також механізми реалізації на хмарних віртуальних комп’ютерах і сервісах.
Кафедра розробляє такі наукові напрямки:
- технічна діагностика цифрових систем на кристалах, комп’ютерів та мереж;
- проєктування мозкоподібних та квантових комп’ютерів для кіберпростору;
- інтелектуальні інформаційні технології діагностування комп’ютерних систем[6].

Кафедра провадить активну міжнародну діяльність:
- організовує міжнародні конференції, таку як Міжнародна конференція «Схід-Захід – Проектування й діагностика»;
- співпрацює з  європейськими та американськими університетами у межах міжнародних європейських програм;
- участь у школі-семінарі молодих учених при Міжнародній конференції «Схід-Захід – Проектування й діагностика».

На базі кафедри діє низка лабораторій:
- Студентська НДЛ web-технологій та ІТ-інновацій – «DataArt Lab»;
- НДЛ "Проектування та діагностика комп’ютерних систем та мереж"[7].

### Кафедра безпеки інформаційних технологій
Кафедрою проводиться освітня, методична та наукова робота за спеціальністю «Кібербезпека» для бакалаврів, магістрів та докторів філософії різних форм навчання.
Також на базі кафедри здійснюється перепідготовка та підвищення кваліфікації фахівців  у галузі технічного захисту інформації напрямку "Інформаційна безпека спеціалізацій".
Завідувачем кафедри безпеки інформаційних технологій є доктор технічних наук, професор Г. З. Халімов.
Під час проведення лекцій та семінар головний ухил зроблено на оволодінні студентами навичками:
- проєктування, впровадження та супроводу комплексних систем захисту інформації, систем електронного документообігу, банківських платежів та інших платіжних систем;
- розробку захищеного програмного забезпечення на таких мовах програмування як С / C++ / C# / JAVA / PHP;
- експертизу, стандартизацію з подальшою сертифікацією систем і засобів захисту інформації;
- управління інформаційною безпекою на об’єктах інформаційної діяльності в державних органах управління, підприємствах та компаніях;

Ключовим спрямуванням наукової та діслідницької робіт кафедри є: 
- створення комплексних систем захисту інформації;
- створення програмного забезпечення, програмно-апаратних засобів криптографічного захисту інформації;
- створення захищених інформаційних технологій зберігання даних;
- моніторинг у реальному часі рівня захищеності організацій, розслідування порушень та розробка пропозицій щодо покращення інформаційної безпеки.

### Кафедра філософії
Кафедра філософії при факультеті була заснована у вересні 1969 року.
Головними завданнями кафедри у підготовці студентів є:
- здійснення світоглядної підготовки;
- формування соціально-політичної позиції;
- здійснення гуманітарної та методологічної підготовки студентів і аспірантів[9].

Головна мета навчально-виховної роботи кафедра вважає формування системи ціннісних орієнтацій і соціальних нормативів, які визначають розвиток людської цивілізації, формування культури мислення.

## Декани факультету
- 1963–1967 — О. Н. Гордейко;
- 1967 — А. П. Стахов;
- 1968 — В. А. Михайлов;
- 1969–1974 —  А. Г. Мурашко;
- 1974–1978 і 1981–1986 — М. А. Бондаренко;
- 1979–1980 — Б. В. Дзюндзюк;
- 1987 — М. Ф. Бондаренко;
- 1988 — Є. П. Путятин;
- 1989–1995 — О. Г. Руденко;
- 1995–2003 — Г. Ф. Кривуля;
- 2003—2017 — В. І. Хаханов;
- з 2017 — О. С. Ляшенко[1].

## Міжнародна співпраця
Колективом факультету встановлено тісні дружні зв'язки з такими міжнародними IT-компаніями:
- «Лабораторія Касперського» (Росія);
- «JTAG Technologies» (Нідерланди);
- «NIC Solution» (Велика Британія);
- «Synopsys» (США);
- «Cadence» (США);
- «Aldec Inc.» (США);
- «Mentor Graphics» (США);
- «Intel» (США);
- «DataArt» (США)[1].

Учені факультету співпрацюють з науковцями понад 61 країни світу.